# Campionati mondiali di canoa/kayak slalom 2003
I XXVIII Campionati mondiali di canoa/kayak di slalom si sono svolti a Augusta (Germania).

## Podi

### Uomini
| Evento        | Oro                                                          | Perform. | Argento                                                   | Perform. | Bronzo                                               | Perform. |
| Canoa         |                                                              |          |                                                           |          |                                                      |          |
| C-1           | Slovacchia Michal Martikán                                   |          | Francia Tony Estanguet                                    |          | Germania Stefan Pfannmöller                          |          |
| C-1 a squadre | Slovacchia Alexander Slafkovsky Juraj Minčík Michal Martikán |          | Francia Tony Estanguet Emmanuel Brugvin Patrice Estanguet |          | Rep. Ceca Tomás Indruch Jan Masek Stanislav Jezek    |          |
| C-2           | Germania Markus Becker Stefan Henze                          |          | Rep. Ceca Jaroslav Volf Ondřej Štěpánek                   |          | Slovacchia Pavol Hochschorner Peter Hochschorner     |          |
| C-2 a squadre | Rep. Ceca                                                    |          | Germania                                                  |          | Polonia                                              |          |
| Kayak         |                                                              |          |                                                           |          |                                                      |          |
| K-1           | Francia Fabien Lefèvre                                       |          | Canada David Ford                                         |          | Austria Helmut Oblinger                              |          |
| K-1 a squadre | Svizzera Thomas Mosimann Mathias Röthenmund Michael Kurt     |          | Paesi Bassi David Backhouse Floris Braat Sam Oud          |          | Germania Thilo Schmitt Thomas Schmidt Claus Suchanek |          |

### Donne
| Evento        | Oro                                                            | Perform. | Argento                                              | Perform. | Bronzo                                                 | Perform. |
| Kayak         |                                                                |          |                                                      |          |                                                        |          |
| K-1           | Rep. Ceca Stepánka Hilgertová                                  |          | Germania Jennifer Bongardt                           |          | Stati Uniti Rebecca Giddens                            |          |
| K-1 a squadre | Rep. Ceca Stepánka Hilgertová Vanda Semeradová Irena Pavelková |          | Germania Jennifer Bongardt Claudia Bär Mandy Planert |          | Regno Unito Helen Reeves Heather Corrie Laura Blakeman |          |

## Medagliere
| Posizione | Paese       | Oro | Argento | Bronzo | Totale |
| --------- | ----------- | --- | ------- | ------ | ------ |
| 1         | Rep. Ceca   | 3   | 1       | 1      | 5      |
| 2         | Slovacchia  | 2   | 0       | 1      | 3      |
| 3         | Germania    | 1   | 3       | 2      | 6      |
| 4         | Francia     | 1   | 2       | 0      | 3      |
| 5         | Svizzera    | 1   | 0       | 0      | 1      |
| 6         | Canada      | 0   | 1       | 0      | 1      |
| 6         | Paesi Bassi | 0   | 1       | 0      | 1      |
| 8         | Austria     | 0   | 0       | 1      | 1      |
| 8         | Polonia     | 0   | 0       | 1      | 1      |
| 8         | Regno Unito | 0   | 0       | 1      | 1      |
| 8         | Stati Uniti | 0   | 0       | 1      | 1      |
| Totale    | Totale      | 8   | 8       | 8      | 24     |